# Довгий Степан Іванович
Степан Іванович Довгий (1923—1943) — командир гармати 297-го окремого винищувально-протитанкового дивізіону 322-ї стрілецької дивізії 13-ї армії Центрального фронту, старший сержант.

## Біографія
Народився 7 січня 1923 року в селі Олешня нині Охтирського району Сумської області в сім'ї селянина. Українець.
У 1938 році закінчив 9 класів Чупахівської середньої школи, а потім — курси фінансистів. Працював у колгоспі села Олешня бухгалтером.
У Червоній Армії з липня 1941 року. Учасник Великої Вітчизняної війни з 1941 року. Кандидат в члени ВКП(б) з 1943 року. Воював на Брянському і Центральному фронтах.
Командир гармати 297-го окремого винищувально-протитанкового дивізіону (322-а стрілецька дивізія, 13-а армія, Центральний фронт), кандидат у члени ВКП(б), старший сержант Степан Довгий відзначився в боях при визволенні Чернігівської області.
16 вересня 1943 року біля села Дроздівка (Куликівський район) вночі вступив у нерівний бій з 8 танками. Першим снарядом підбив головний танк, який перегородив шлях іншим, і зірвав контратаку ворога. Загинув у цьому бою, не пропустивши решта 7 танків.
Похований у братській могилі в селі Дроздівка.

## Пам'ять
- В місті Охтирка на Алеї Героїв встановлено бюст С. В. Довгого.
- Його ім'ям названо вулиці в рідному селі Олешня та селі Дроздівка.

## Нагороди
- Указом Президії Верховної Ради СРСР від 16 жовтня 1943 року за зразкове виконання бойових завдань командування на фронті боротьби з німецько-фашистськими загарбниками і проявлені при цьому мужність і героїзм, старшому сержанту Довгому Степану Івановичу присвоєно звання Героя Радянського Союзу (посмертно).
- орден Леніна,
- орден Вітчизняної війни 2-го ступеня,
- медалі.